# Saladar

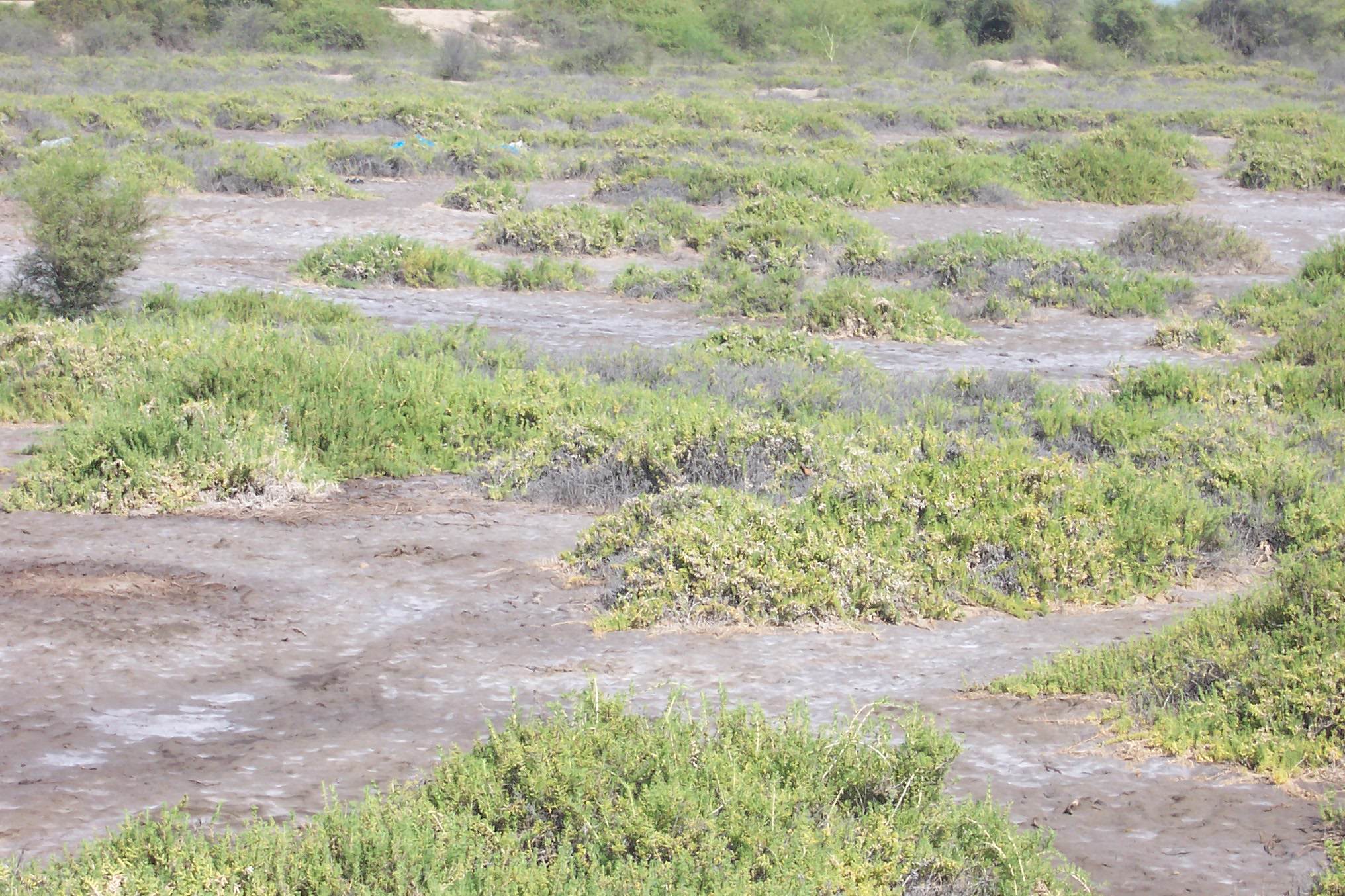
Suelo típico de un saladar.

El saladar es un sistema natural complejo, con características ambientales muy particulares. La presencia de un saladar denota la presencia de un suelo cargado de sales (principalmente cloruros), que además suele poseer un nivel freático próximo a la superficie, siendo frecuente notar afloramientos de agua, durante una parte del año.
Estas sales pueden tener dos orígenes:
- Proceder del lavado de materiales salinos existentes en la zona; o,
- Ser los restos de un antiguo mar.

En verano, al evaporarse el agua del suelo, las sales son arrastradas hasta la superficie, donde son depositadas formando la típica costra salina blanca. 
Ejemplos de saladares en España:
- Playa de los Saladares
- Saladares de Guadalentín en la Región de Murcia.
- Saladar de Jandía
- Saladares de Cordovilla (Albacete)
- Saladar del Arroyo Guatén (Torrejón de Velasco, Madrid)
- Saladar del Arroyo de la Cañada (Valdemoro, Madrid)
- En el entorno del Mar Menor podemos encontrar el saladar de Lo Poyo y la marina del Carmolí en Cartagena.

Ejemplos de saladares en Argentina:
- Sur de la Bahía de Samborombón (Parque Nacional Campos del Tuyú)

## Vegetación halófita

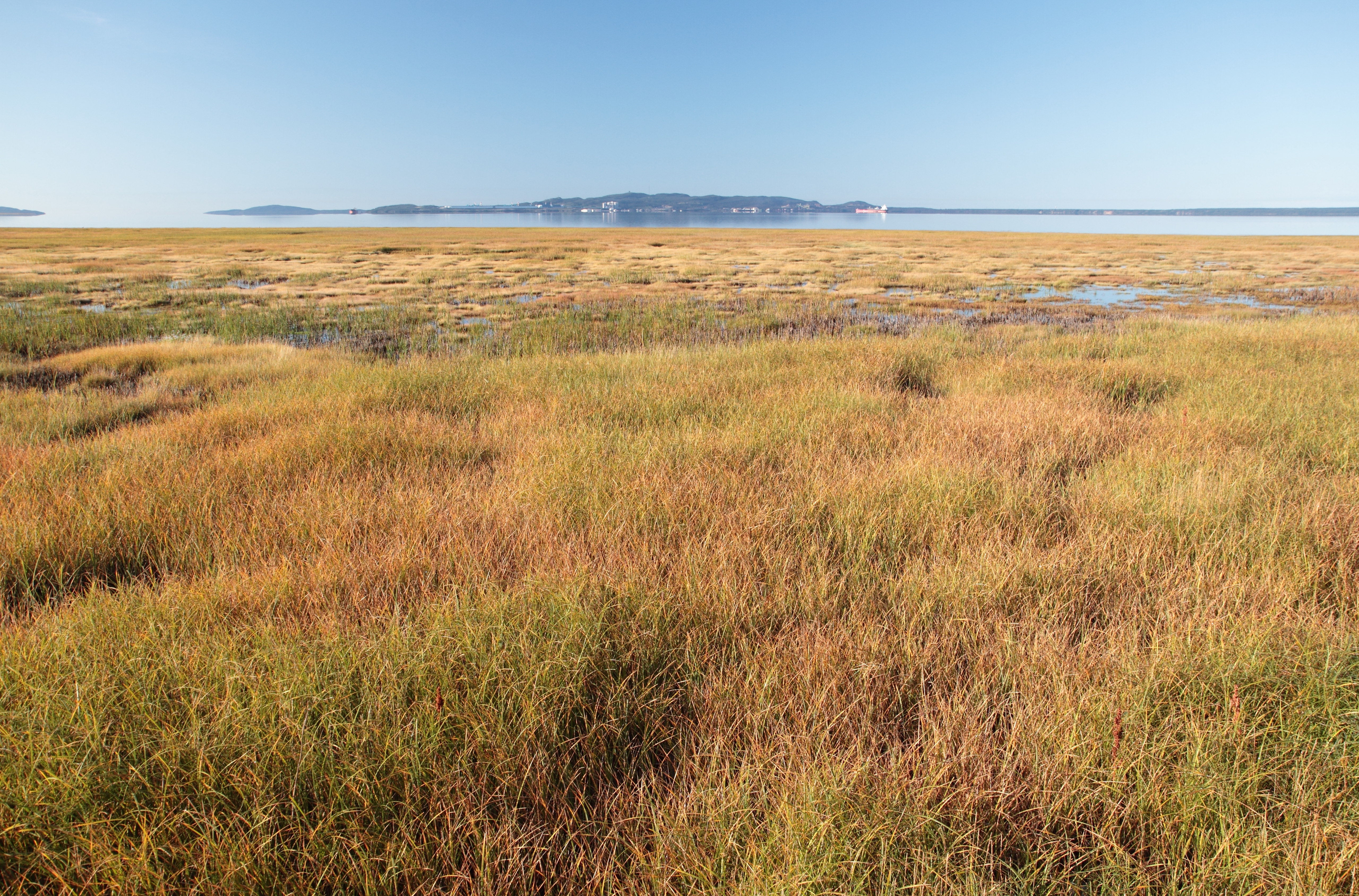
Spartina alterniflora, en las Quebec.

Las plantas que pueden crecer sobre terrenos salinos se denominan halófitas. Se trata de plantas que crecen de manera natural en áreas afectadas por salinidad  en las raíces o aerosoles (spray) de sal, como en los desiertos salinos, litorales. Un ejemplo de ellas es el pasto de salares Spartina alterniflora.
La adaptación a ambientes salinos de las halófitas puede deberse a «tolerancia a la sal» o a evasión de la sal. Las plantas pueden escapar a los efectos de hipersalinidad, en este tipo de ambientes, siendo entonces «halófitas facultativas» más que verdaderas, u obligatorias halófitas.

## Galería de plantas halófitas

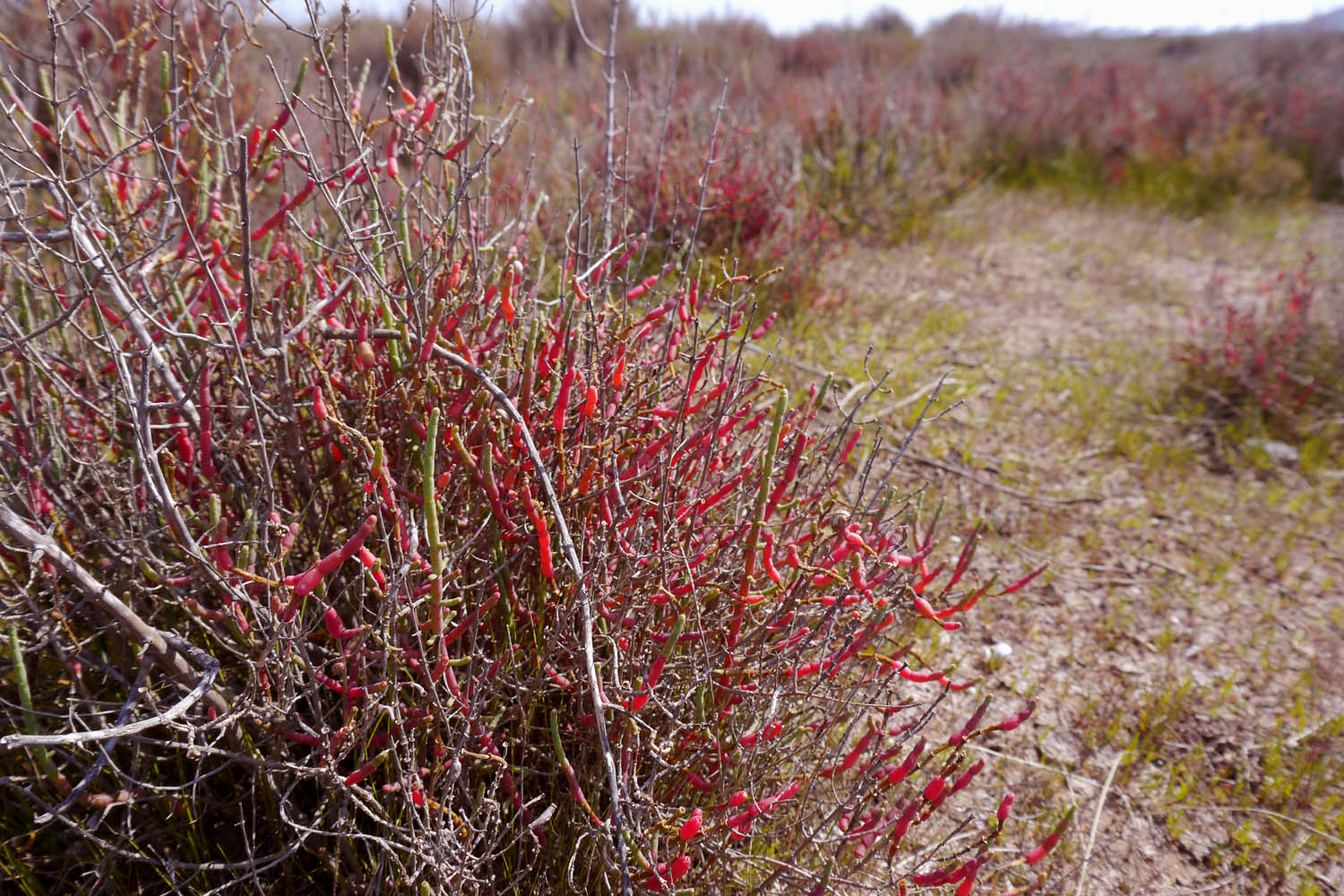
Sosa alacranera, en las salinas de Marchamalo, Cartagena, España.
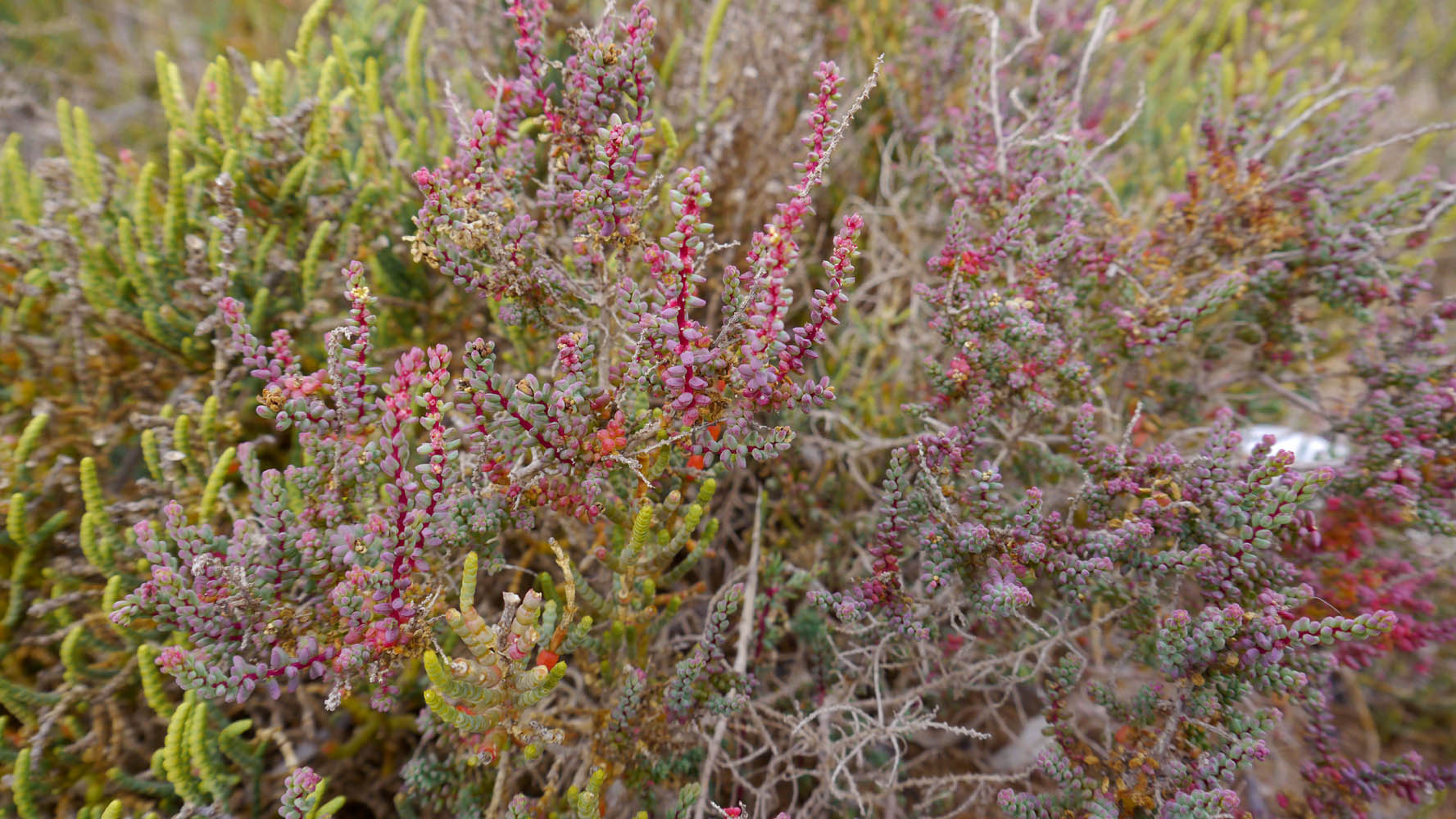
Sosa, en las salinas de Marchamalo, Cartagena, España.
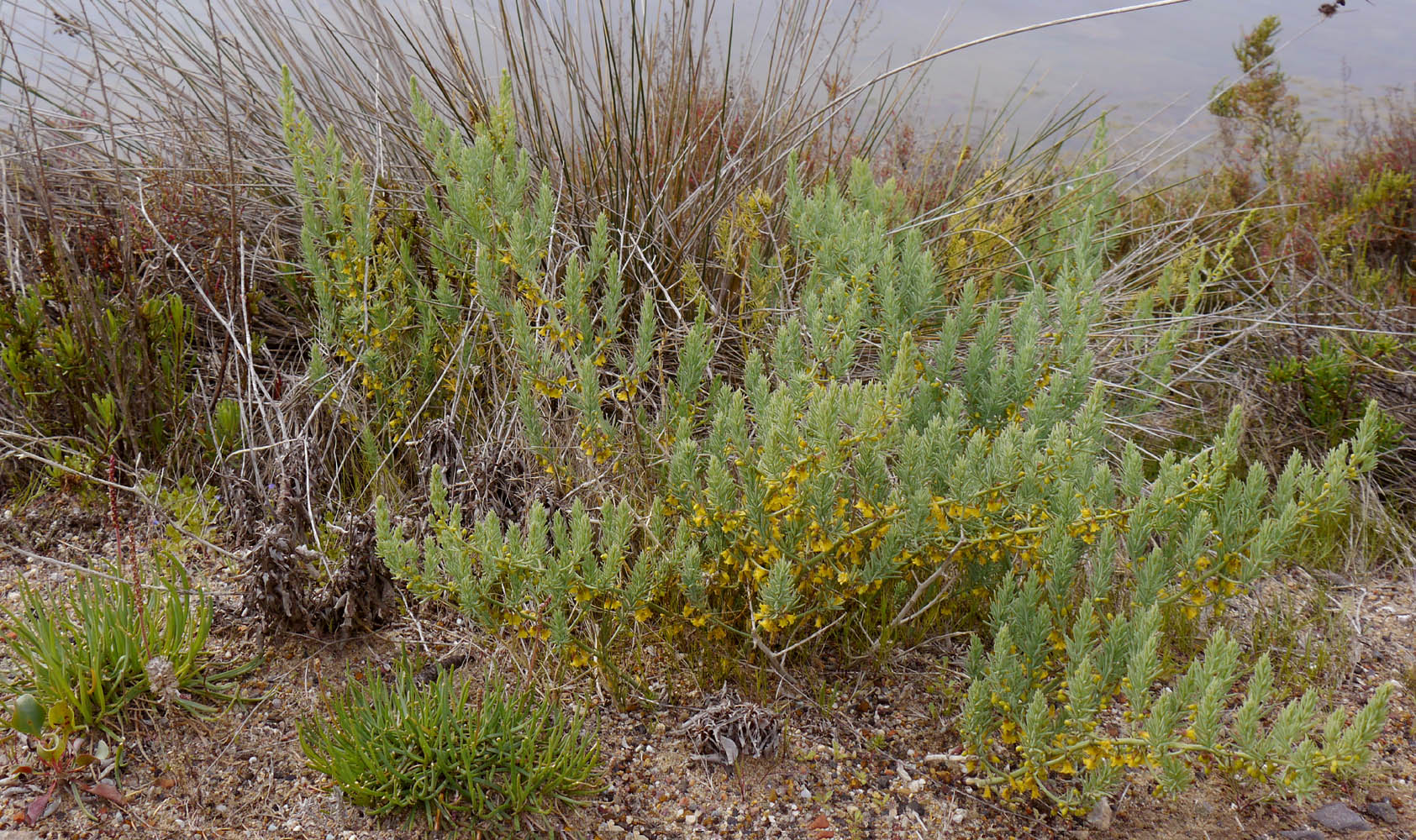
Esparraguera del Mar Menor, especie en peligro crítico de extinción, en las salinas de Marchamalo, Cartagena, España.
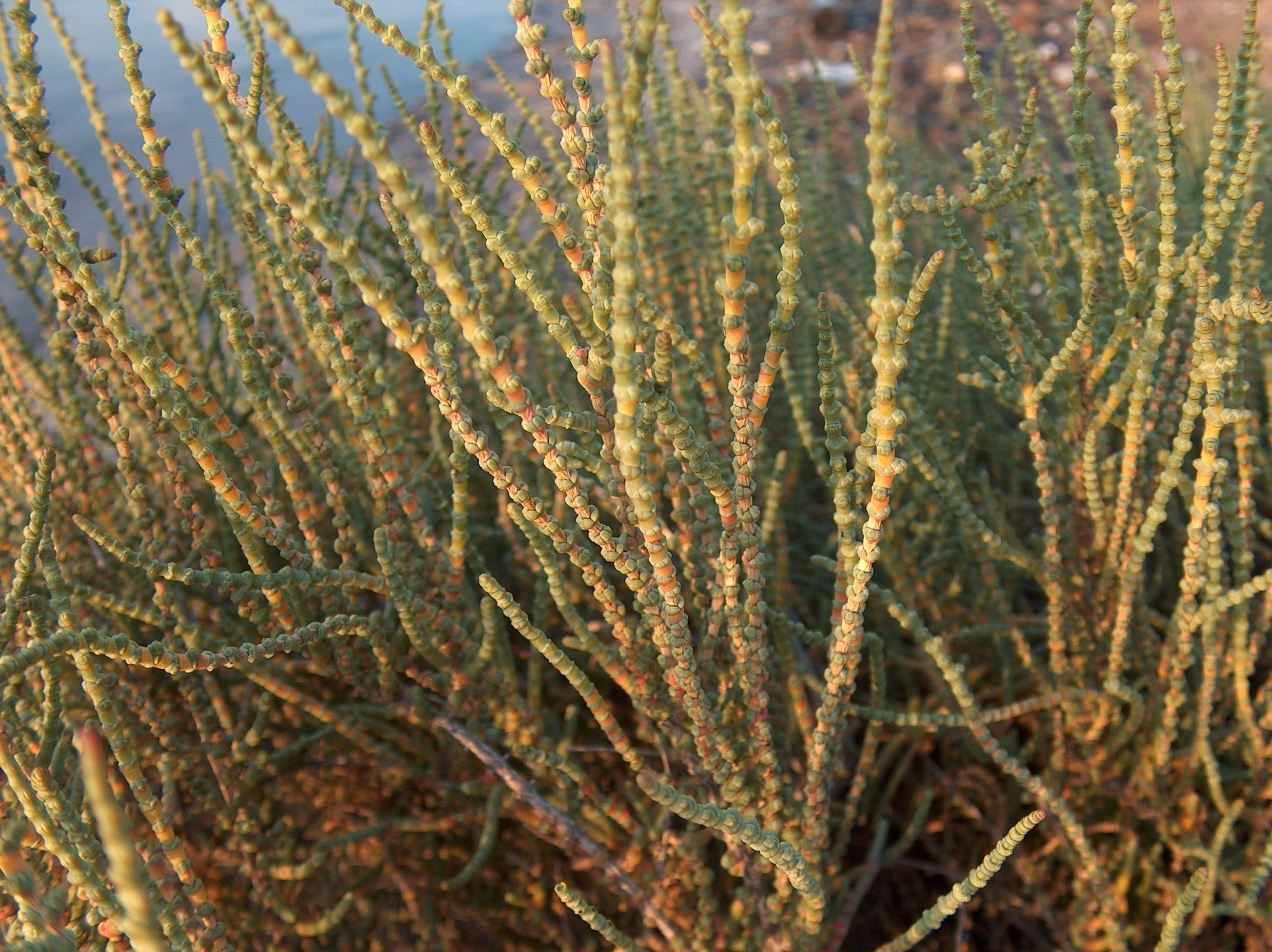
Almarjo (Halocnemum strobilaceum), en Cerdeña, Italia.